# Kościół Ducha Świętego w Monachium

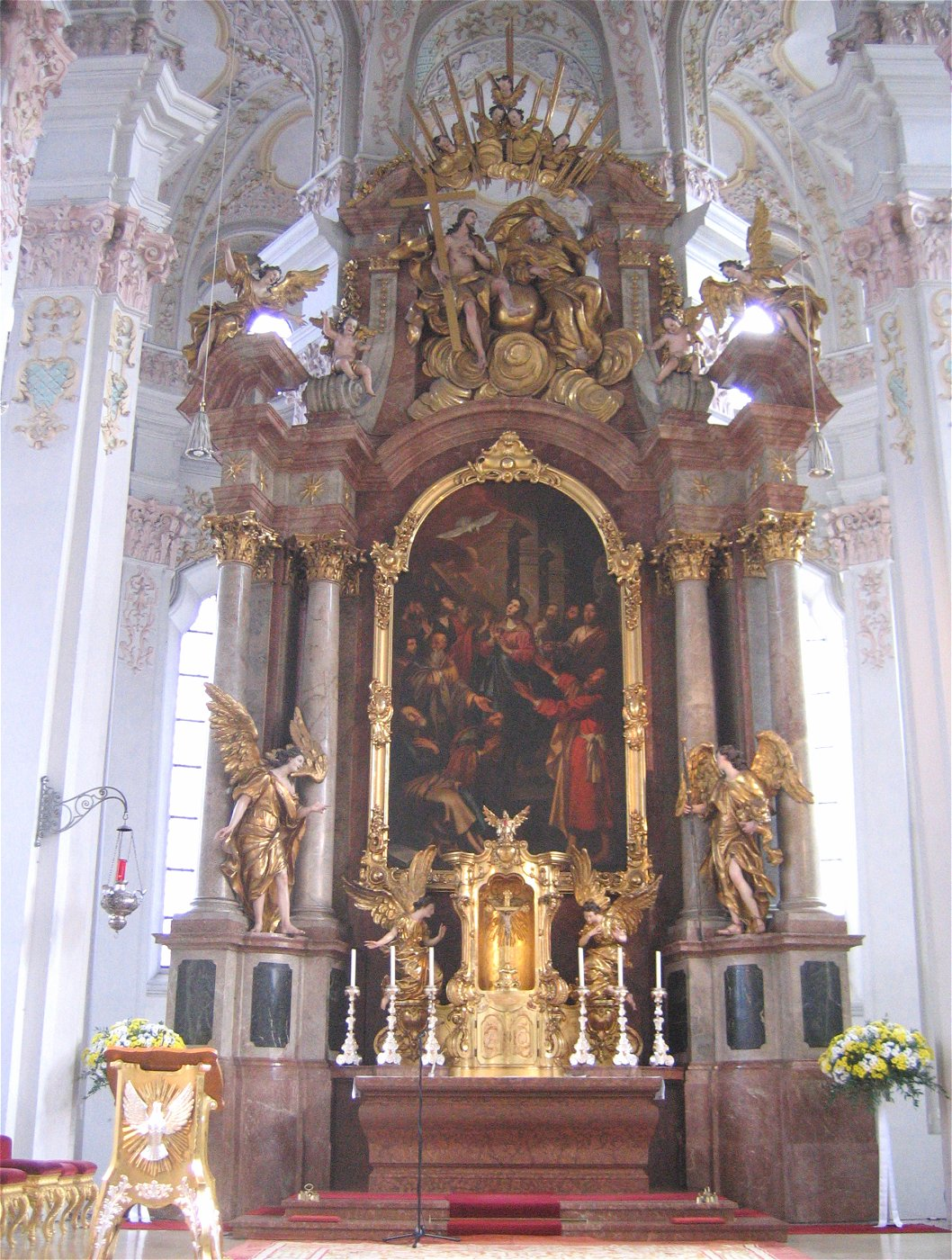
Kościół Ducha Świętego w Monachium – ołtarz główny

Kościół Ducha Świętego (niem. Heilig-Geist-Kirche) – kościół katolicki w Monachium w Niemczech. Usytuowany w historycznym centrum miasta, tuż za kościołem św. Piotra, jest jedną z najstarszych świątyń w stolicy Bawarii.
Zaczątkiem świątyni była kaplica w stylu romańskim, poświęcona św. Katarzynie, wzniesiona przy hospicjum, ufundowanym tu w 1208 r. przez księcia Ludwika I Bawarskiego. W 1257 r. hospicjum zostało powiększone. Wielki pożar miasta w 1327 r. zniszczył zupełnie hospicjum i kaplicę. Po kilkudziesięciu latach stanął w tym miejscu nowy kościół w stylu gotyckim, pod wezwaniem Ducha Świętego, ukończony w 1392 r. W latach 1724 – 1730 został on całkowicie przebudowany, uzyskując barokowy wystrój, którego autorami byli Johann Georg Ettenhofer i bracia Asamowie.
Po sekularyzacji dóbr kościelnych w Bawarii (1803–1804) w 1806 r. hospicjum uległo również sekularyzacji, a następnie zostało częściowo rozebrane by umożliwić rozwój wielkiego, istniejącego do dziś placu targowego (niem. Viktualienmarkt). Sam kościół został w latach 1885–1888 powiększony, a w 1895 r. zakończono przebudowę jego fasady. W tym samym czasie zlikwidowano do reszty hospicjum.
Wnętrze kościoła przedstawia dziś mieszaninę gotyku i baroku. Świątynia była znacznie zniszczona przez bombardowania pod koniec II wojny światowej, a jej odbudowa, zaczęta w 1946 r., dotychczas się nie zakończyła. Większość wyposażenia została odtworzona, reszta pieczołowicie odrestaurowana. Ołtarz główny, barokowy, był dziełem N. Stubera. Został ponownie poświęcony w 1955 r. W centrum zawiera oryginalny obraz „Zesłanie Ducha Świętego” pędzla U. Lotha (z 1649 r.), któremu po bokach towarzyszą również oryginalne rzeźby aniołów dłuta J.G. Greiffa (ok. 1730 r.). W 1973 r. rozpoczęto restaurację wystroju malarskiego kościoła, w tym fresków „Siedem darów Ducha Świętego” braci Asamów.